# Contea di Johnson (Texas)
La contea di Johnson in inglese Johnson County è una contea dello Stato del Texas, negli Stati Uniti. La popolazione al censimento del 2010 era di 150 934 abitanti. Il capoluogo di contea è Cleburne. Il suo nome deriva da Middleton Tate Johnson, un soldato, politico, e Texas Ranger. La contea è stata creata nel 1854. Il giudice della contea è l'onorevole Roger Harmon.

## Geografia fisica
| Anno | Popolazione | ±%     |
| ---- | ----------- | ------ |
| 1860 | 4,305       |        |
| 1870 | 4,923       | 14.4%  |
| 1880 | 17,911      | 263.8% |
| 1890 | 22,313      | 24.6%  |
| 1900 | 33,819      | 51.6%  |
| 1910 | 34,460      | 1.9%   |
| 1920 | 37,286      | 8.2%   |
| 1930 | 33,317      | −10.6% |
| 1940 | 30,384      | −8.8%  |
| 1950 | 31,390      | 3.3%   |
| 1960 | 34,720      | 10.6%  |
| 1970 | 45,769      | 31.8%  |
| 1980 | 67,649      | 47.8%  |
| 1990 | 97,165      | 43.6%  |
| 2000 | 126,811     | 30.5%  |
| 2010 | 150,934     | 19.0%  |

Secondo l'Ufficio del censimento degli Stati Uniti d'America la contea ha un'area totale di 734 miglia quadrate (1900 km²), di cui 725 miglia quadrate (1880 km²) sono terra, mentre 9,8 miglia quadrate (25 km², corrispondenti all'1,3% del territorio) sono costituiti dall'acqua.

### Strade principali
- Interstate 35W
- U.S. Highway 67
- U.S. Highway 287
- U.S. Highway 377
- State Highway 81
- State Highway 171
- State Highway 174

### Contee confinanti
- Contea di Tarrant (nord)
- Contea di Ellis (est)
- Contea di Hill (sud)
- Contea di Bosque (sud-ovest)
- Contea di Somervell (sud-ovest)
- Contea di Hood (ovest)
- Contea di Parker (nord-ovest)
- Contea di Dallas (nord-est)

## Istruzione
Nella contea si trova l'università privata di Arti liberali, Southwestern Adventist University, a Keene, e la Hill College, a Hillsboro (capoluogo della contea).

## Media
I media locali includono KDFW-TV, KXAS-TV, WFAA-TV, KTVT-TV, KERA-TV, KTXA-TV, KDFI-TV, KDAF-TV, KFWD-TV, e KDTX-TV. KCLE è invece la stazione radio della contea, che trasmette soprattutto musica country oltre alle notizie locali. I giornali attivi sono il Cleburne Times-Review, Burleson Star, e Joshua Star.